# San Martín Sacatepéquez
San Martín Sacatepéquez («San Martín»: en honor a su santo patrono Martín de Tours; «Sacatepéquez»: del náhuatl, significa «cerro cubierto de hierba») —llamado anteriormente San Martín Chile Verde— es un municipio del departamento de Quetzaltenango, localizado a 24 km de la ciudad de Quetzaltenango y a 221 km de la Ciudad de Guatemala en República de Guatemala. Tiene una población de 20712 habitantes, y una superficie de 100 km². La cabecera municipal se sitúa a 2,469 m s. n. m. A unos 3,5 km al sur se encuentra la Laguna de Chicabal.
Tras la Independencia de Centroamérica en 1821 fue asignado al circuito de Ostuncalco para la administración de justicia por juicio de jurados y entre 1838 y 1840 fue parte del efímero Estado de Los Altos que los criollos liberales pretendieron crear en la región occidental de Guatemala, pero que el general conservador mestizo Rafael Carrera recuperó por la fuerza para Guatemala.
En 1902 se vio afectado severamente por la erupción del volcán Santa María, la cual destruyó a gran parte del occidente guatemalteco.
La mayoría de la población dl municipio, al igual que el resto de municipios del Oeste del departamento, pertenece a la etnia Mam.

## Toponimia
Muchos de los nombres de los municipios y poblados de Guatemala constan de dos partes: el nombre del santo católico que se venera el día en que fueron fundados y una descripción con raíz náhuatl; esto se debe a que las tropas que invadieron la región en la década de 1520 al mando de Pedro de Alvarado estaban compuestas por soldados españoles y por indígenas tlaxcaltecas y cholultecas. Así pues, el topónimo «Sacatepéquez» se deriva de los vocablos en náhuatl «sacat» (español: «hierba») y «tepec» (español: «cerro») y quiere decir «cerro cubierto de hierba».

## División política
| Categoría   | Listado |
| ----------- | --- |
| Aldeas      | - Nueva Concepción - El Rincón - Las Nubes 1 - La Estancia - San Martín Chiquito - Toj Coman - La Cumbre de Tui lacan - Las Hortensias - Toj Alic - Tui Pic - Santa Inés - Tal Canac - Toj Mech - Las Nubes 2 - Santo Domingo - Loblatzan |
| Comunidades | El Cedro y Nuevo Colón |

## Geografía física

### Ubicación geográfica
- Norte: San Juan Ostuncalco, Concepción Chiquirichapa y Quetzaltenango, municipios del departamento de Quetzaltenango
- Sur: Nuevo San Carlos, municipio del departamento de Retalhuleu y Colomba.
- Este y oeste: Colomba, municipio del departamento de Quetzaltenango[5]

| Noroeste: Colomba | Norte: San Juan Ostuncalco Concepción Chiquirichapa Quetzaltenango |               |
| Oeste: Colomba    |                                                                    | Este: Colomba |
| Suroeste: Colomba | Sur: Colomba Nuevo San Carlos                                      |               |

### Accesos
El municipio de San Martín Sacatepéquez se encuentra comunicado con la cabecera departamental de Quetzaltenango y con la cabecera municipal de Colomba por medio de carreteras asfaltadas.

## Gobierno municipal
Los municipios se encuentran regulados en diversas leyes de la República, que establecen su forma de organización, lo relativo a la conformación de sus órganos administrativos y los tributos destinados para los mismos.  Aunque se trata de entidades autónomas, se encuentran sujetos a la legislación nacional y las principales leyes que los rigen desde 1985 son:
| N.º | Ley                                                | Descripción |
| --- | -------------------------------------------------- | --- |
| 1   | Constitución Política de la República de Guatemala | Tiene una regulación legal específica para los municipios en los artículos 253 al 262. |
| 2   | Ley Electoral y de Partidos Políticos              | Ley de carácter constitucional aplicable a los municipios en el tema de la conformación de sus autoridades electas. |
| 3   | Código Municipal                                   | Decreto 12-2002 del Congreso de la República de Guatemala. Tiene la categoría de ley ordinaria y contiene preceptos generales aplicables a todos los municipios, e inclusive contiene legislación referente a la creación de los municipios.             |
| 4   | Ley de Servicio Municipal                          | Decreto 1-87 del Congreso de la República de Guatemala. Regula las relaciones entra la municipalidad y los servidores públicos en materia laboral. Tiene su base constitucional en el artículo 262 de la constitución que ordena la emisión de la misma. |
| 5   | Ley General de Descentralización                   | Decreto 14-2002 del Congreso de la República de Guatemala. Regula el deber constitucional del Estado, y por ende del municipio, de promover y aplicar la descentralización y desconcentración económica y administrativa.                                |

El gobierno de los municipios está a cargo de un Concejo Municipal mientras que el código municipal —ley ordinaria que contiene disposiciones que se aplican a todos los municipios— establece que «el concejo municipal es el órgano colegiado superior de deliberación y de decisión de los asuntos municipales […] y tiene su sede en la circunscripción de la cabecera municipal»; el artículo 33 del mencionado código establece que «[le] corresponde con exclusividad al concejo municipal el ejercicio del gobierno del municipio».
El concejo municipal se integra con el alcalde, los síndicos y concejales, electos directamente por sufragio universal y secreto para un período de cuatro años, pudiendo ser reelectos.
Existen también las Alcaldías Auxiliares, los Comités Comunitarios de Desarrollo (COCODE), el Comité Municipal del Desarrollo (COMUDE), las asociaciones culturales y las comisiones de trabajo. Los alcaldes auxiliares son elegidos por las comunidades de acuerdo a sus principios y tradiciones, y se reúnen con el alcalde municipal el primer domingo de cada mes, mientras que los Comités Comunitarios de Desarrollo y el Comité Municipal de Desarrollo organizan y facilitan la participación de las comunidades priorizando necesidades y problemas.
Los alcaldes que ha habido en el municipio son:
- 2012-2016: José Martín Vásquez[8]
- 2016- 2020: Miguel Gómez Guzmán

## Historia

### Tras la Independencia de Centroamérica
La constitución del Estado de Guatemala promulgada el 11 de octubre de 1825 —y no el 11 de abril de 1836, como numerosos historiadores han reportado incorrectamente — creó los distritos y sus circuitos correspondientes para la administración de justicia según el Código de Lívingston traducido al español por José Francisco Barrundia y Cepeda; Ostuncalco fue sede del circuito del mismo nombre en el distrito N.º 10 (Quezaltenango); a este circuito pertenecían también San Martín Sacatepéquez, Chiquirichapa, Cajolá y Cabricán.

### El efímero Estado de Los Altos

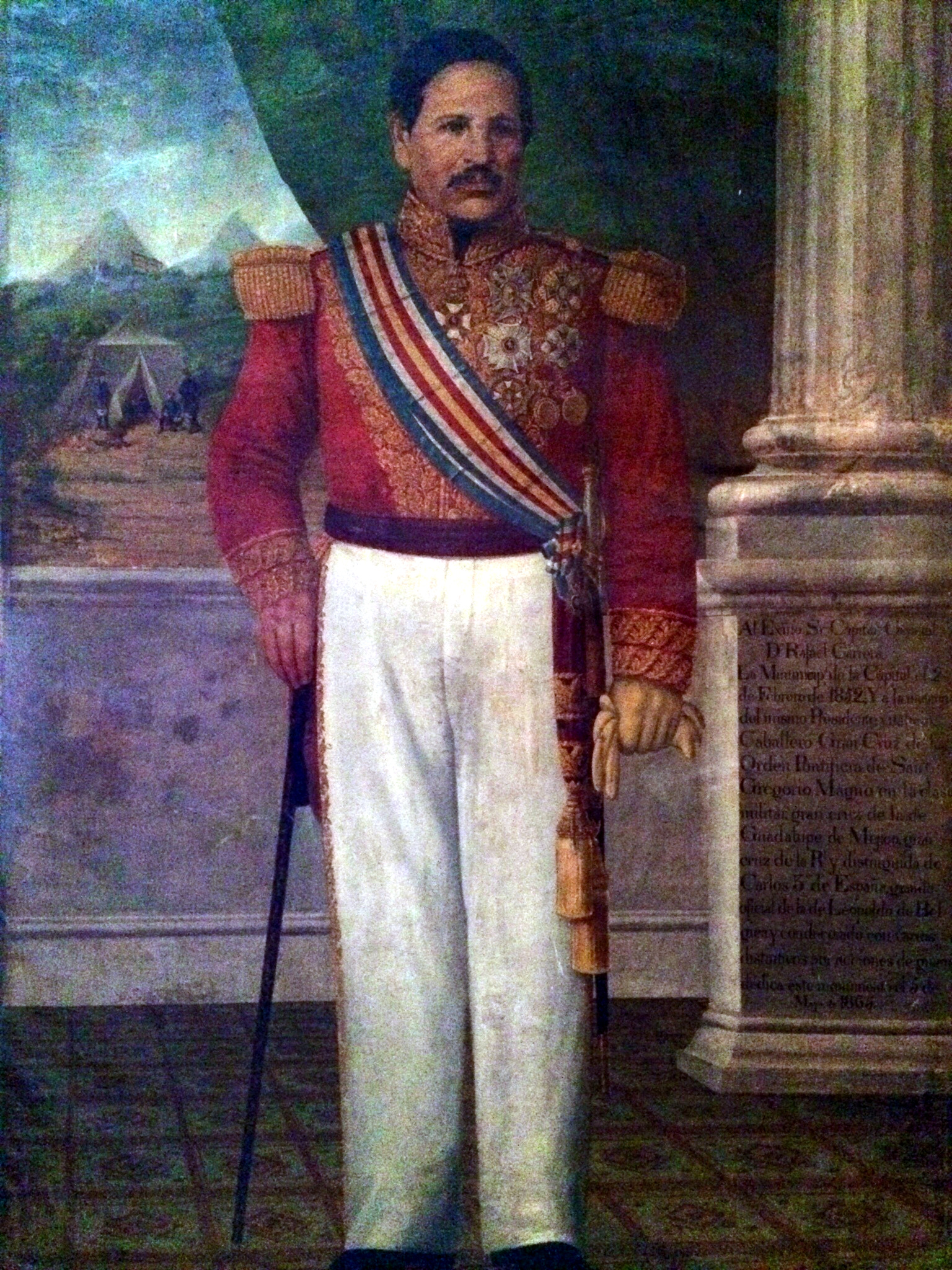
Retrato oficial del capitán general Rafael Carrera con la banda presidencial con los colores de la bandera de Guatemala instituida en 1858. En 1840 retomó por la fuerza el Estado de los Altos al que pertenecía Chiché y derrotó al presidente de la República Federal de Centro América, el general hondureño Francisco Morazán.

A partir del 3 de abril de 1838, San Martín fue parte de la región que formó el efímero Estado de Los Altos y que forzó a que el Estado de Guatemala se reorganizara en siete departamentos y dos distritos independientes el 12 de septiembre de 1839:
- Departamentos: Chimaltenango, Chiquimula, Escuintla, Guatemala, Mita, Sacatepéquez, y Verapaz
- Distritos: Izabal y Petén[10]

La región occidental de la actual Guatemala había mostrado intenciones de obtener mayor autonomía con respecto a las autoridades de la ciudad de Guatemala desde la época colonial, pues los criollos de la localidad consideraban que los criollos capitalinos que tenían el monopolio comercial con España no les daban un trato justo.  Pero este intento de secesión fue aplastado por el general Rafael Carrera, quien reintegró al Estado de Los Altos al Estado de Guatemala en 1840 y pocos meses después derrotó contundentemente al presidente de la República Federal de Centro América, el general liberal hondureño Francisco Morazán en la Ciudad de Guatemala.

### Erupción del volcán Santa María en 1902

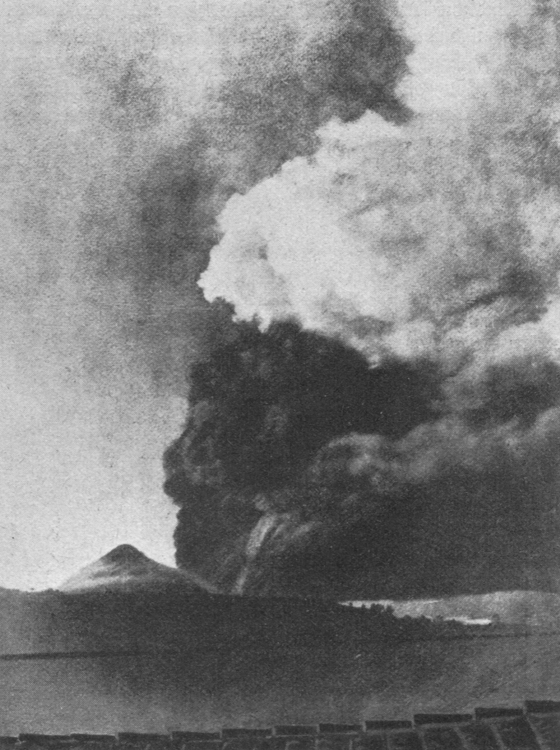
Erupción del volcán Santa María.

1902 fue un año trágico para la región de Quetzaltenango: recién se estaba recuperando del terremoto de San Perfecto el 18 de abril, cuando el 24 de octubre de ese mismo año hizo erupción el volcán Santa María.  El volcán había estado inactivo desde la conquista española en 1524 y con su cono casi perfecto de 3768 metros de altura, era un marco escénico para la ciudad quetzalteca. La erupción fue más devastadora que el terremoto, ya que también provocó cuantiosos daños en las fincas y aldeas aledañas y hay recuentos que la arena y ceniza alcanzaro la región de Chiapas, en México. Se calcula que la catástrofe provocó cinco mil muertes y miles de pesos en pérdidas agrícolas y materiales.
En medio de la conmoción, la Jefatura Política y la Corporación Municipal se encargaron de organizar los recursos inmediatos de que disponían para socorrer a las víctimas, organizar la ayuda proveniente de los vecinos que la podían proporcionar y gestionarla al gobierno de la capital. En la ciudad de Guatemala el presidente Manuel Estrada Cabrera y su gabinete estaban ocupados en la organización de los festejos de Minerva. Su respuesta ante la catástrofe fue disminuirla y en el peor del caso, tratar de silenciarla evitando que los medios de prensa divulgaran las dimensiones de la catástrofe en la región occidental del país.
La respuesta oficial del gobierno central ante las autoridades quezaltecas fue de declarar no disponibilidad de fondos públicos, ya que recientemente se habían empleado en la ayuda para esa misma ciudad, para los damnificados por los terremotos del mes de abril, por lo cual era imposible atender a la petición.
Muchos de los pobladores del municipio de «San Martín Chile Verde», fueron obligados establecerse en un lugar llamado «Taltute», el que eventualmente se convertiría en el municipio de Génova.